# Al-Muchtara
Al-Muchtara (arab. مختارة; ang. Moukhtara; pol. Wybrany) – miasto w Libanie, w dystrykcie Kada Asz-Szuf, położone ok. 50 km na południowy wschód od Bejrutu i 29 km od nadmorskiego Ad-Damur. Jest siedzibą druzyjskiego rodu Dżumblatt.